# Nasonia vitripennis
Espèce
Synonymes
- Nasonia (Mormoniella) vitripennis (Walker, 1836)[1]
- Pteromalus vitripennis Walker, 1836[2]

Nasonia vitripennis est une espèce de guêpes parasitoïdes de la famille des Pteromalidae. C'est un ectoparasite qui pond ses œufs sur les pupes de diptères.

## Systématique
L'espèce Nasonia vitripennis a été initialement décrite en 1836 par l'entomologiste britannique Francis Walker (1809–1874) sous le protonyme de Pteromalus vitripennis.

## Publication originale
- (la) Francis Walker, « Art. XLV. Monographia Chalciditum », Entomological Magazine, Londres, Westley & Davis (d) et inconnu, vol. 3-4,‎ 1836, p. 465-496 (ISSN 1359-1916, OCLC 731006816 et 1568005, lire en ligne).